# Maria Petyt

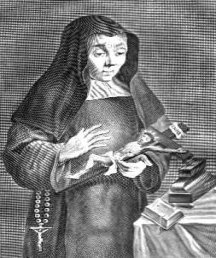
Maria Petyt

Maria Petyt (Hazebroek, 1 januari 1623 – Mechelen, 1 november 1677) was een Vlaams mystica , karmelietes en schrijfster.

## Levensloop
Zij werd geboren in Frans-Vlaanderen en trok naderhand naar Gent, waar zij in een begijnhof leefde. Zij trad in Mechelen toe tot de derde (leken)orde van de Karmel en nam de naam Maria van de heilige Theresia aan. Sinds 1657 leidde Maria een kluizenaarsleven.
Jan van Ballaert (alias Michaël van de heilige Augustinus) was geestelijk leidsman van Maria Petyt. Hij gaf haar opdracht haar mystieke ervaringen neer te schrijven in een autobiografie zodat hij haar geestelijke ontwikkeling kon volgen. Na de dood van Maria nam hij de uitgave van deze autobiografie op zich. Het boek is bekend geworden onder de (verkorte) titel: Het Leven Van Maria Petyt.

## Publicatie
- Het leven van de weerdighe moeder Maria a Sta Theresia (...) (1683)